# Európai Filmdíjak 2020
A 33. Európai Filmdíj-átadó ünnepséget (33rd European Film Awards) 2020. december 12-én rendezték meg Berlinben. Az eredeti tervek szerint a díjátadóra Reykjavíkban, a Harpa Konferencia- és Koncertteremben került volna sor, azonban az Európai Filmakadémia (EFA) 2020. október 13-án közleményben adta hírül, hogy a nyertesek kihirdetésére és a díjak kiosztására 2020. december 8–12. között több estére elosztva, egy ötnapos „EFA nyolckor” elnevezésű virtuális eseménysorozat keretében, közönség nélkül kerül sor, amelyet az akadémia székhelyéről sugároznak és közvetítenek. A nagy finálét december 12-én tartották meg a jövőkutatás berlini múzeumában, a Futuriumban. A döntést a Covid19-pandémia alakulása miatt hozták meg közösen Reykjavík polgármesterével, valamint az izlandi oktatási, tudományos és kulturális miniszterre. Az elmaradt rendezvény helyett az izlandi főváros 2022-ben rendezheti meg a 35. Európai Filmdíj-átadót.
Az eseményen a 2019. június 1. és 2020. május 31. között hivatalosan bemutatott, illetve bemutatni tervezett és az EFA több mint 3800 tagjának szavazata alapján legjobbnak ítélt európai filmalkotásokat részesítették elismerésben.
Tekintettel arra, hogy a világjárvány miatt 2020. március közepétől a mozi- és fesztiváli bemutatók elmaradtak, a Filmakadémia úgy döntött, hogy kivételesen mindazon alkotások jelentkezését elfogadták, amelyeknek a bemutatója 2020. május 31. előttre volt tervezve, feltéve, hogy a film premierjére november végéig filmszínházban, vagy online felületen sor került. Továbbra is a jelölés feltételéül szabták az alkotók hozzájárulását filmjüknek az EFA VoD-platformjára történő feltöltéséhez, hogy a Filmakadémia tagsága a válogatás és a jelölés során ott megtekinthesse.
A díjra jelöltek listáját 2020. november 10-én hozták nyilvánosságra a Sevillai Európai Filmfesztiválon. Annak érdekében, hogy az európai filmszínházak és művészek számára nehéz járványügyi helyzetben több lehetőséget biztosítsanak, az EFA igazgatósága úgy döntött, hogy kivételesen növeli az egész estés játékfilm és a dokumentumfilm, valamint az alkotóművészi kategóriákban jelöltek számát ötről hatra. A Filmakadémia vezetése 2020. október 20-án tette közzé az EFA és a Európai Animációs Film Szövetség (CARTOON) három-háromfős közös zsűrije által a legjobb európai animációs játékfilm díjára jelölt négy alkotást.
A 33. európai filmdíjátadó ünnepség alkalmából az Európai Filmakadémia új díjkategóriát hozott létre az Európai Filmakadémia díja az innovatív történetmesélésért (European Film Academy EFA Award for Innovative Storytelling) elnevezéssel, hogy tükrözzék vele a filmművészetben bekövetkezett változásokat és elismerjék az európai történetek előremutató, újszerű módon történő elbeszélésnek vagy megírásának kiemelkedő eredményeit. A díjat első alkalommal Mark Cousins brit filmrendező és filmkritikus vehette át.  Ennek megfelelően 2020-ban 21 kategóriában osztottak ki díjat:
- 10 a tagok szavazataival megválasztandó művészi kategóriában;
- 8 zsűri által eldöntendő technikai kategóriában;[11][12]
- 2 különdíj kategóriában;
- 1 közönségdíj kategóriában.

A 2020. december 8.–12. között megtartott „EFA nyolckor” internetes élőadás-sorozat első esti eseményeként A túléléstől az újjászületésig: A Covid-utáni jövő építése címmel Agnieszka Holland lengyel filmrendező, az EFA frissen megválasztott elnöke, Mark Cousins brit filmkészítő, Kirsten Niehuus német filmfinanszírozási menedzser, valamint Thomas Vinterberg dán rendező beszélgetett egy videókonferencia keretében az európai filmipar szerkezetátalakítása, újratervezése és újraszabása témájában Wendy Mitchell színésznő moderálása mellett. A második napon Wim Wenders leköszönő EFA-elnök és Marion Döring, az EFA igazgatója jelentette be a technikai jellegű kiválóságdíjak nyerteseit. A győzteseket kiválasztó nyolc tagú zsűri az internet segítségével ülésezett, s hozta meg a nyolc kategóriára vonatkozó döntéseit, az EFA nagyjátékfilm-jelölései, valamint a dokumentumfilm-válogató bizottság ajánlásai alapján. A harmadik és negyedik este az EFA igazgatótanácsi tagja, Mike Goodridge brit producer és fesztiváligazgató ismertette a legjobb rövidfilm díj, az egyetemi filmdíj, az európai koprodukciós díj (Prix Eurimages), a legjobb európai komédia, valamint a legjobb animációs játékfilm nyerteseit. A 2020. december 12-én a berlini Futurium épületében kialakított stúdióban online konferencia és élő közvetítés keretében megtartott nagy finálén nevezték meg a legjobb rendező, legjobb színész és színésznő, az innovatív történetmesélő, a legjobb forgatókönyvíró, valamint a legjobb felfedezett és legjobb film kategóriák nyerteseit. A stúdióban Steven Gätjen műsorvezető mellett helyet foglalt Agnieszka Holland új és Wim Wenders leköszönő elnök, valamint Mike Downey ügyvezető elnök és Marion Döring távozó igazgató.
A rendezvény alkalmat adott arra, hogy több mint negyven európai filmkészítő – rendezők és színészek – egy filmösszeállításban köszöntsék Wim Wenders leköszönő EFA-elnököt és Marion Döringet, a titkárság távozó igazgatóját. Az EFA nevében Szabó István magyar filmrendező, alapítótag köszöntötte és búcsúztatta a két személyt, felidézve az filmakadémia megalapításának körülményeit és nagykorúvá válásában 25 éven át végzett munkájukat, amivel a szervezetet a kezdeti száz körüli létszámról felfuttatták mintegy négyezer tagot számlálóra. Végül Angela Merkel német kancellár is köszönetét fejezte ki nekik egy videóüzenetben az európai kultúráért éveken át végzett áldozatos munkájukért. A legjobb film győztesének bejelentése előtt – az Európai Parlament és az Európai Filmakadémia 2020 szeptemberi megállapodásának megfelelően – Mike Downey, aki egyben a LUX közönségdíj válogatócsoportjának vezetője, kihirdette a következő LUX-díj három jelöltjét.
A legsikeresebb nagyjátékfilm Thomas Vinterberg Még egy kört mindenkinek című, dán-holland-svéd koprodukcióban készült filmdrámája lett: négy fődíjat sepert be. Elnyerte a legjobb európai film díjat, alkotói közül pedig Vinterberg lett a legjobb európai rendező, Tobias Lindholmmal együtt a legjobb forgatókönyvíró, főszereplője, Mads Mikkelsen pedig a legjobb európai színész. Mellettük Paula Beer lett a legjobb európai színésznő az Hableány című filmben nyújtott alakításáért.
9. alkalommal tervezték megtartani a Fiatal Közönség Filmnapját 2020. április 26-án. Az egész napos filmnézéssel és szavazással töltött rendezvényen 40 ország – köztük hazánk – 12-14 éves nézői választhatták volna ki a legjobbnak tartott filmet a korosztályuk számára készült 3 alkotás közül. A jelölt filmeket ez évben is két lépcsőben választották ki: először egy öttagú nemzetközi válogatóbizottság szűkítette le a filmek számát hatra, majd öt 13-14 éves fiatal e listáról választott ki három alkotást. A Covid19-pandémia miatt az eredetileg mozikban tervezett vetítések helyett a jelölt filmeket a több mint kétezer fiatal filmkedvelő zsűritag a Festival Scope független alkotásokat bemutató online felületre regisztrálva nézhették meg április 23-25 között. A győztes alkotást április 26-án jelentették be egy 30 perces online díjátadón, amelyet a szervezet honlapján élőben lehetett figyelemmel követni.

## Válogatás

### Nagyjátékfilmek
A nagyjátékfilmek válogatását két részben hozták nyilvánosságra: az első, 32 filmet tartalmazó listát 2020. augusztus 18-án közölték, a második részt pedig szeptember 22-én.
1. '85 nyara (Été 85) – rendező: François Ozon
2. A platform (El hoyo) – rendező: Galder Gaztelu-Urrutia
3. A vég nélküli lövészárok (La trinchera infinita) – rendező: Aitor Arregi, Jon Garaño, Jose Mari Goenaga
4. Anya (Madre) – rendező: Rodrigo Sorogoyen
5. Atlantida (Атлантида) – rendező: Valentin Vaszjanovics
6. Berlin Alexanderplatz – rendező: Burhan Qurbani
7. Bergmál – rendező: Rúnar Rúnarsson
8. Between Heaven and Earth – rendező: Najwa Najjar
9. Charter – rendező: Amanda Kernell
10. Corpus Christi (Boże Ciało) – rendező: Jan Komasa
11. DAU. Natasa (Дау. Наташа) – rendező: Ilja Hrzsanovszkij, Jekaterina Oertel
12. David Copperfield rendkívüli élete (The Personal History of David Copperfield) – rendező: Armando Iannucci
13. El akartam rejtőzni (Volevo nascondermi) – rendező: Giorgio Diritti
14. Előzmények törlése (Effacer l’historique) – rendező: Benoît Delépine, Gustave Kervern
15. Enfant Terrible – rendező: Oskar Roehler
16. Festett madár (Nabarvené ptáče) – rendező: Václav Marhoul
17. Fűzfa (Vrba) – rendező: Milčo Mančevski
18. Gimtine – rendező: Tomas Vengris
19. Görögország, 2015 (Adults in the Room) – rendező: Costa-Gavras
20. Hableány (Undine) – rendező: Christian Petzold
21. Húgocskám [23] Schwesterlein – rendező: Stéphanie Chuat, Véronique Reymond
22. Jutalomjáték (Un triomphe) – rendező: Emmanuel Courcol
23. Kød & blod – rendező: Jeanette Nordahl
24. Legyen világosság! (Nech je svetlo) – rendező: Marko Škop
25. Macska a falban (Cat in the Wall) – rendező: Mina Mileva, Vesela Kazakova
26. Martin Eden – rendező: Pietro Marcello
27. Még egy kört mindenkinek (Druk) – rendező: Thomas Vinterberg
28. Nagybetűkkel a szabadságért (Tipografic Majuscul) – rendező: Radu Jude
29. Otac – rendező: Srdan Golubović
30. Perzsa nyelvleckék (Уроки фарси) – rendező: Vadim Perelman
31. Remény (Håp) – rendező: Maria Sødahl
32. Rossz mesék (Favolacce) – rendező: Damiano D'Innocenzo,  Fabio D'Innocenzo
33. Sarlatán (Šarlatán) – rendező: Agnieszka Holland
34. Szlalom (Slalom) – rendező: Charlène Favier
35. Szolgák (Služobníci) – rendező: Ivan Ostrochovský
36. Vitalina Varela – rendező: Pedro Costa
37. Zárójelentés – rendező: Szabó István
38. Zuhanás (Falling) – rendező: Viggo Mortensen

### Dokumentumfilmek
1. A Föld oly kék, mint egy narancs (The Earth Is Blue as an Orange) – rendező: Irina Andrijivna Cilik
2. A létezés eufóriája – rendező: Szabó Réka
3. Az underground kórház (The Cave) – rendező: Feras Fayyad
4. Babunak hívtak (Ze noemen me Baboe) – rendező: Sandra Beerends
5. Gunda – rendező: Viktor Kossakovszkij
6. Il varco – rendező: Federico Ferrone, Michele Manzolini
7. Kislány vagyok (Petite fille) – rendező: Sébastien Lifshitz
8. Kollektíva (Colectiv) – rendező: Alexander Nanau
9. Mindörökké Walchensee (Walchensee Forever) – rendező: Janna Ji Wonders
10. Nem vagyok egyedül (I Am Not Alone) – rendező: Garin Hovannisian
11. Otthonom (Acasă) – rendező: Radu Ciorniciuc
12. Saudi Runaway – rendező: Susanne Regina Meures
13. Selvportrett – rendező: Margreth Olin, Katja Hogset, Espen Wallin
14. State Funeral – rendező: Szerhij Loznicja

### Rövidfilmek
A válogatásba az egyes nevező filmfesztiválok időrendjében érkeznek be a kisfilmek adatai. (Zárójelben a javaslattevő fesztiválok.)
1. 12 K. Marx Street – rendező: Irine Jordania  (Fekete Éjszaka Filmfesztivál, Tallin)
2. À la mer poussière – rendező: Héloïse Ferlay  (Motovuni Filmfesztivál)
3. A Mordida – Pedro Neves Marques   (Go Short – Nijmegeni Nemzetközi Rövidfilmfesztivál – online megtartva)
4. Carne – rendező: Camila Kater   (Valladolidi Nemzetközi Rövidfilmfesztivál)
5. Die beste Stadt ist keine Stadt – rendező: Christoph Schwarz  (VIS Bécsi Nemzetközi Rövidfilmfesztivál)
6. Favoriten – rendező: Martin Monk   (Dramai Nemzetközi Filmfesztivál)
7. Genius Loci – rendező: Adrien Merigeau  (Hamburgi Nemzetközi Rövidfilmfesztivál)
8. Invisível Herói – rendező: Cristèle Alves Meira  (Clermont-Ferrand-i Nemzetközi Rövidfilmfesztivál)
9. It Wasn't the Right Mountain, Mohammad – rendező: Mili Pecherer  (Berlini Nemzetközi Filmfesztivál)
10. Kolektyviniai Sodai – rendező: Vytautas Katkus  (Winterthuri Nemzetközi Rövidfilmfesztivál)
11. Lake of Happiness – rendező: Aliaksei Paluyan    (Leuveni Nemzetközi Rövidfilmfesztivál)
12. Mémorable – rendező: Bruno Collet  (Tamperei Filmfesztivál)
13. Menschen am Samstag – rendező: Jonas Ulrich  (Locarnoi Fesztivál, 2020. augusztus 15.)
14. Në Mes – rendező: Samir Karahoda  (Ciprusi Nemzetközi Rövidfilmfesztivál)
15. Nha Mila – rendező: Denise Fernandes   (Curtas Vila do Conde-i Nemzetközi Filmfesztivál)
16. Nina – rendező: Hristo Simeonov  (Odense-i Nemzetközi Filmfesztivál)
17. Past Perfect – rendező: Jorge Jácome  (Uppsalai Nemzetközi Rövidfilmfesztivál)
18. Sötétben minden macska szürke (Nachts sind alle Katzen grau) – rendező: Lasse Linder  (Szarajevói Filmfesztivál)
19. Sun Dog – rendező: Dorian Jespers   (Rotterdami Nemzetközi Rövidfilmfesztivál)
20. The Golden Buttons (Золотые пуговицы) – rendező: Alekszej Jevsztignyejev  (Krakkói Filmfesztivál)
21. The Shift – rendező: Laura Carreira   (Velencei Nemzetközi Filmfesztivál)
22. The Tiger Who Came to Tea – rendező: Robin Shaw  (Encounters Nemzetközi Rövidfilmfesztivál, Bristol)
23. Things That Happen in the Bathroom – rendező: Edward Hancox  (Corki Filmfesztivál)
24. Tio Tomás, A Contabilidade Dos Dias – rendező: Regina Pessoa    (Rigai Nemzetközi Filmfesztivál)

## Díjazottak és jelöltek
| „Díjazott” – szürkéskék háttérrel   |
| „Jelölt” – világos szürke háttérrel |

### Legjobb európai film
| Magyar címe              | Eredeti címe          | Rendező           | Ország                           |
| ------------------------ | --------------------- | ----------------- | -------------------------------- |
| Még egy kört mindenkinek | Druk                  | Thomas Vinterberg | Dánia · Hollandia · Svédország   |
| Berlin Alexanderplatz    | Berlin Alexanderplatz | Burhan Qurbani    | Németország · Hollandia          |
| Corpus Christi           | Boże Ciało            | Jan Komasa        | Lengyelország · Franciaország    |
| Festett madár            | Nabarvené ptáče       | Václav Marhoul    | Csehország · Ukrajna · Szlovákia |
| Martin Eden              | Martin Eden           | Pietro Marcello   | Olaszország · Franciaország      |
| Hableány                 | Undine                | Christian Petzold | Németország · Franciaország      |

### Legjobb európai komédia
| Magyar címe         | Eredeti címe               | Rendező          | Ország                        |
| ------------------- | -------------------------- | ---------------- | ----------------------------- |
| Jutalomjáték        | Un triomphe                | Emmanuel Courcol | Franciaország                 |
| Acélhölgyek         | Teräsleidit                | Pamela Tola      | Finnország                    |
| A vonatozás előnyei | Ventajas de viajar en tren | Aritz Moreno     | Spanyolország · Franciaország |

### Legjobb európai felfedezett
| Magyar címe | Eredeti címe | Rendező                       | Ország                              |
| ----------- | ------------ | ----------------------------- | ----------------------------------- |
| Napsugár    | Sole         | Carlo Sironi                  | Olaszország · Lengyelország         |
| Gagarin     | Gagarine     | Fanny Liatard, Jérémy Trouilh | Franciaország                       |
| –––         | Izaokas      | Jurgis Matulevicius           | Litvánia                            |
| –––         | Jumbo        | Zoé Wittock                   | Franciaország · Belgium · Luxemburg |
| Ösztön      | Instinct     | Halina Reijn                  | Hollandia                           |
| –––         | Pun mjesec   | Nermin Hamzagić               | Bosznia-Hercegovina                 |

### Legjobb európai dokumentumfilm
| Magyar címe           | Eredeti címe  | Rendező               | Ország                               |
| --------------------- | ------------- | --------------------- | ------------------------------------ |
| Kollektíva            | Colectiv      | Alexander Nanau       | Románia · Luxemburg                  |
| Az underground kórház | The Cave      | Feras Fayyad          | Szíria · Dánia                       |
| Gunda                 | Gunda         | Viktor Kossakovszkij  | Norvégia · Amerikai Egyesült Államok |
| Kislány vagyok        | Petite fille  | Sébastien Lifshitz    | Franciaország                        |
| Otthonom              | Acasă         | Radu Ciorniciuc       | Románia · Németország · Finnország   |
| –––                   | Saudi Runaway | Susanne Regina Meures | Svájc                                |

### Legjobb európai animációs játékfilm
| Magyar címe                          | Eredeti címe                                                | Rendező                       | Ország                                  |
| ------------------------------------ | ----------------------------------------------------------- | ----------------------------- | --------------------------------------- |
| Josep                                | Josep                                                       | Aurel                         | Franciaország · Belgium · Spanyolország |
| Calamity, Jane Cannary gyermekkora   | Calamity: A Childhood of Martha Jane Cannary                | Rémi Chayé                    | Franciaország · Dánia                   |
| Klaus – A karácsony titkos története | Klaus                                                       | Sergio Pablos                 | Spanyolország                           |
| ───                                  | Nosz, ili Zagovor „nye takih“ (Нос, или Заговор „не таких“) | Andrej Jurevics Hrzsanovszkij | Oroszország                             |

### Legjobb európai rövidfilm
| Magyar címe                   | Eredeti címe                        | Rendező         | Ország                              |
| ----------------------------- | ----------------------------------- | --------------- | ----------------------------------- |
| Sötétben minden macska szürke | Nachts sind alle Katzen grau        | Lasse Linder    | Svájc                               |
| ───                           | Genius Loci                         | Adrien Merigeau | Franciaország                       |
| ───                           | Past Perfect                        | Jorge Jácome    | Portugália                          |
| ───                           | Sun Dog                             | Dorian Jespers  | Belgium · Oroszország               |
| ───                           | Tio Tomás, A Contabilidade Dos Dias | Regina Pessoa   | Portugália · Franciaország · Kanada |

### Legjobb európai rendező
| Nyertesek és jelöltek | Magyar címe              | Eredeti címe |
| --------------------- | ------------------------ | ------------ |
| Thomas Vinterberg     | Még egy kört mindenkinek | Druk         |
| Agnieszka Holland     | Sarlatán                 | Šarlatán     |
| Jan Komasa            | Corpus Christi           | Boże Ciało   |
| Pietro Marcello       | Martin Eden              | Martin Eden  |
| François Ozon         | '85 nyara                | Été 85       |
| Maria Sødahl          | Remény                   | Håp          |

### Legjobb európai színésznő
| Nyertesek és jelöltek | Magyar címe | Eredeti címe  |
| --------------------- | ----------- | ------------- |
| Paula Beer            | Hableány    | Undine        |
| Natalija Berezsnaja   | DAU. Natasa | Дау. Наташа   |
| Andrea Bræin Hovig    | Remény      | Håp           |
| Ane Dahl Torp         | Charter     | Charter       |
| Nina Hoss             | Húgocskám   | Schwesterlein |
| Marta Nieto           | Anya        | Madre         |

### Legjobb európai színész
| Nyertesek és jelöltek | Magyar címe              | Eredeti címe       |
| --------------------- | ------------------------ | ------------------ |
| Mads Mikkelsen        | Még egy kört mindenkinek | Druk               |
| Bartosz Bielenia      | Corpus Christi           | Boże Ciało         |
| Elio Germano          | El akartam rejtőzni      | Volevo nascondermi |
| Goran Bogdan          | –––                      | Otac               |
| Luca Marinelli        | Martin Eden              | Martin Eden        |
| / Viggo Mortensen     | Zuhanás                  | Falling            |

### Legjobb forgatókönyvíró
| Nyertesek és jelöltek                 | Magyar címe              | Eredeti címe          |
| ------------------------------------- | ------------------------ | --------------------- |
| Thomas Vinterberg Tobias Lindholm     | Még egy kört mindenkinek | Druk                  |
| Martin Behnke / Burhan Qurbani        | Berlin Alexanderplatz    | Berlin Alexanderplatz |
| Costa-Gavras                          | Görögország, 2015        | Adults in the Room    |
| Damiano D'Innocenzo Fabio D'Innocenzo | Rossz mesék              | Favolacce             |
| Pietro Marcello Maurizio Braucci      | Martin Eden              | Martin Eden           |
| Mateusz Pacewicz                      | Corpus Christi           | Boże Ciało            |

### Legjobb európai operatőr
| Díjazott     | Magyar címe         | Eredeti címe       | Ország      | Megjegyzés |
| ------------ | ------------------- | ------------------ | ----------- | ---------- |
| Matteo Cocco | El akartam rejtőzni | Volevo nascondermi | Olaszország | [ 11 ]     |

### Legjobb európai vágó
| Díjazott                 | Magyar címe | Eredeti címe | Ország      | Megjegyzés |
| ------------------------ | ----------- | ------------ | ----------- | ---------- |
| Maria Fantastica Valmori | –––         | Il varco     | Olaszország | [ 11 ]     |

### Legjobb európai látványtervező
| Díjazott        | Magyar címe                        | Eredeti címe                              | Ország                                         | Megjegyzés |
| --------------- | ---------------------------------- | ----------------------------------------- | ---------------------------------------------- | ---------- |
| Cristina Casali | David Copperfield rendkívüli élete | The Personal History of David Copperfield | Egyesült Királyság · Amerikai Egyesült Államok | [ 11 ]     |

### Legjobb európai jelmeztervező
| Díjazott      | Magyar címe         | Eredeti címe       | Ország      | Megjegyzés |
| ------------- | ------------------- | ------------------ | ----------- | ---------- |
| Ursula Patzak | El akartam rejtőzni | Volevo nascondermi | Olaszország | [ 11 ]     |

### Legjobb európai fodrász- és sminkmester
| Díjazott                              | Magyar címe              | Eredeti címe          | Ország                        | Megjegyzés |
| ------------------------------------- | ------------------------ | --------------------- | ----------------------------- | ---------- |
| Yolanda Piña Félix Terrero Nacho Diaz | A vég nélküli lövészárok | La trinchera infinita | Spanyolország · Franciaország | [ 11 ]     |

### Legjobb európai zeneszerző
| Díjazott          | Magyar címe           | Eredeti címe          | Ország                  | Megjegyzés |
| ----------------- | --------------------- | --------------------- | ----------------------- | ---------- |
| Dascha Dauenhauer | Berlin Alexanderplatz | Berlin Alexanderplatz | Németország · Hollandia | [ 11 ]     |

### Legjobb európai hangzástervező
| Díjazott         | Magyar címe    | Eredeti címe | Ország        | Megjegyzés |
| ---------------- | -------------- | ------------ | ------------- | ---------- |
| Yolande Decarsin | Kislány vagyok | Petite fille | Franciaország | [ 11 ]     |

### Legjobb európai trükkmester
| Díjazott        | Magyar címe | Eredeti címe | Ország        | Megjegyzés |
| --------------- | ----------- | ------------ | ------------- | ---------- |
| Iñaki Madariaga | A platform  | El hoyo      | Spanyolország | [ 11 ]     |

### Európai koprodukciós díj – Prix Eurimages
| Díjazott    | Foglalkozás  | Alkotás                                                                                    | Ország | Megjegyzés |
| ----------- | ------------ | ------------------------------------------------------------------------------------------ | --- | ---------- |
| Luís Urbano | filmproducer | O Inquieto / O Encantado / O Desolado Eldorado XXI Frankie Technoboss Patrick (De Patrick) | Portugália · Franciaország · Németország · Svájc · Portugália · Franciaország · Franciaország · Portugália · Portugália · Franciaország · Belgium · Hollandia | [ 13 ]     |

### Innovatív történetmesélő
| Díjazott     | Foglalkozás               | Alkotás                                          | Ország             | Megjegyzés |
| ------------ | ------------------------- | ------------------------------------------------ | ------------------ | ---------- |
| Mark Cousins | filmrendező, filmkritikus | Women Make Film: A New Road Movie Through Cinema | Egyesült Királyság | [ 10 ]     |

### Európai Filmakadémia fiatal közönség díja
| Magyar címe                          | Eredeti címe                      | Rendező           | Ország                      |
| ------------------------------------ | --------------------------------- | ----------------- | --------------------------- |
| Az öcsém dinoszauruszokat kerget     | Mio fratello rincorre i dinosauri | Stefano Cipani    | Olaszország · Spanyolország |
| Rocca megváltja a világot            | Rocca verändert die Welt          | Katja Benrath     | Németország                 |
| Tess és én – Életem legfurcsább hete | My Extraordinary Summer With Tess | Steven Wouterlood | Hollandia · Németország     |

## Európai Egyetemi Filmdíj
Az Európai Filmakadémia (EFA) és a Hamburgi Filmfesztivál (Filmfest Hamburg) által közösen alapított díj jelöltjeit 2020. szeptember 29.én hozták nyilvánosságra. 2020-ban 25 európai egyetem – köztük a Pázmány Péter Katolikus Egyetem – hallgatóinak szavazatai alapján ítélik oda a díjat, ami nem tartozik szorosan az európai filmdíjak sorába. A nyertes alkotást az egyetemek egy-egy küldöttjének december eleji háromnapos találkozóján választják ki; az eredményt december 10-én közlik.
| Magyar címe              | Eredeti címe          | Rendező               | Ország                         |
| ------------------------ | --------------------- | --------------------- | ------------------------------ |
| –––                      | Saudi Runaway         | Susanne Regina Meures | Svájc                          |
| Berlin Alexanderplatz    | Berlin Alexanderplatz | Burhan Qurbani        | Németország · Hollandia        |
| Corpus Christi           | Boże Ciało            | Jan Komasa            | Lengyelország · Franciaország  |
| Még egy kört mindenkinek | Drunk                 | Thomas Vinterberg     | Dánia · Hollandia · Svédország |
| Szlalom                  | Slalom                | Charlène Favier       | Franciaország                  |

## A nyertesek bejelentői
Az alábbi, Berlinben dolgozó személyek mutatták be az egyes kategóriák jelöltjeit és jelentették be a nyerteseket, élő online adásban.
| Név                                                                | Foglalkozás                                | Tevékenység                                                  | Megjegyzés   |
| ------------------------------------------------------------------ | ------------------------------------------ | ------------------------------------------------------------ | ------------ |
| Wim Wenders                                                        | filmrendező, az EFA távozó elnöke          | A technikai kiválóságdíjak bejelentői                        | december 9.  |
| Marion Döring                                                      | filmproducer, az EFA távozó igazgatója     | A technikai kiválóságdíjak bejelentői                        | december 9.  |
| Mike Goodridge                                                     | filmproducer, az EFA igazgatósági tag      | Az európai koprodukciós díj – Prix Eurimages díj bejelentője | december 10. |
| Mike Goodridge                                                     | filmproducer, az EFA igazgatósági tag      | A legjobb európai rövidfilm díj bejelentője                  | december 10. |
| Mike Goodridge                                                     | filmproducer, az EFA igazgatósági tag      | Az Európai Egyetemi Filmdíj bejelentője                      | december 10. |
| Mike Goodridge                                                     | filmproducer, EFA igazgatósági tag         | Az legjobb európai komédia díjának bejelentője               | december 11. |
| Mike Goodridge                                                     | filmproducer, EFA igazgatósági tag         | A legjobb európai animációs játékfilm díj bejelentője        | december 11. |
| Vicky Krieps                                                       | színésznő                                  | A legjobb európai rendező díjának bejelentője                | december 12. |
| / Emily Atef                                                       | filmrendező, forgatókönyvíró, filmproducer | Az innovatív történetmesélő díjának bejelentője              | december 12. |
| / Sabin Tambrea                                                    | színész                                    | A legjobb európai színész díjának bejelentője                | december 12. |
| Kida Khodr Ramadan                                                 | színész                                    | A legjobb európai felfedezett – FIPRESCI díj díj bejelentője | december 12. |
| Maryam Zaree                                                       | színésznő                                  | A legjobb forgatókönyvíró díj bejelentője                    | december 12. |
| Annabelle Mandeng                                                  | színésznő                                  | A legjobb európai színésznő díjának bejelentője              | december 12. |
| Búcsúztató filmösszeállítás és Szabó István filmrendező köszöntője |                                            |                                                              | december 12. |
| Tyron Ricketts                                                     | színész, zenész                            | A legjobb európai dokumentumfilm díjának bejelentője         | december 12. |
| A Lux európai közönségdíjra jelölt filmek listájának ismertetése   |                                            |                                                              | december 12. |
| Wim Wenders                                                        | filmrendező, az EFA távozó elnöke          | A legjobb európai film díjának                               | december 12. |
| Agnieszka Holland                                                  | filmrendező, az EFA távozó elnöke          | A legjobb európai film díjának                               | december 12. |